# Hornyxa

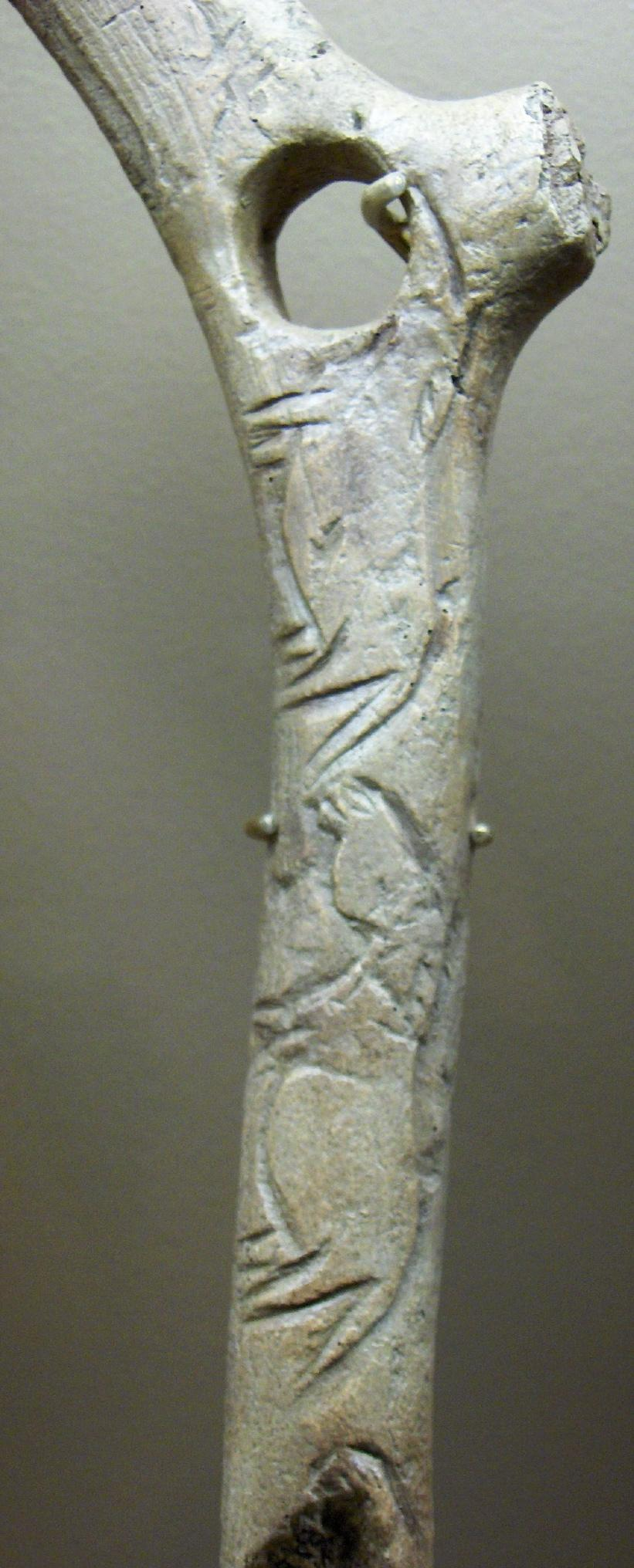
Hornyxa från Frankrike

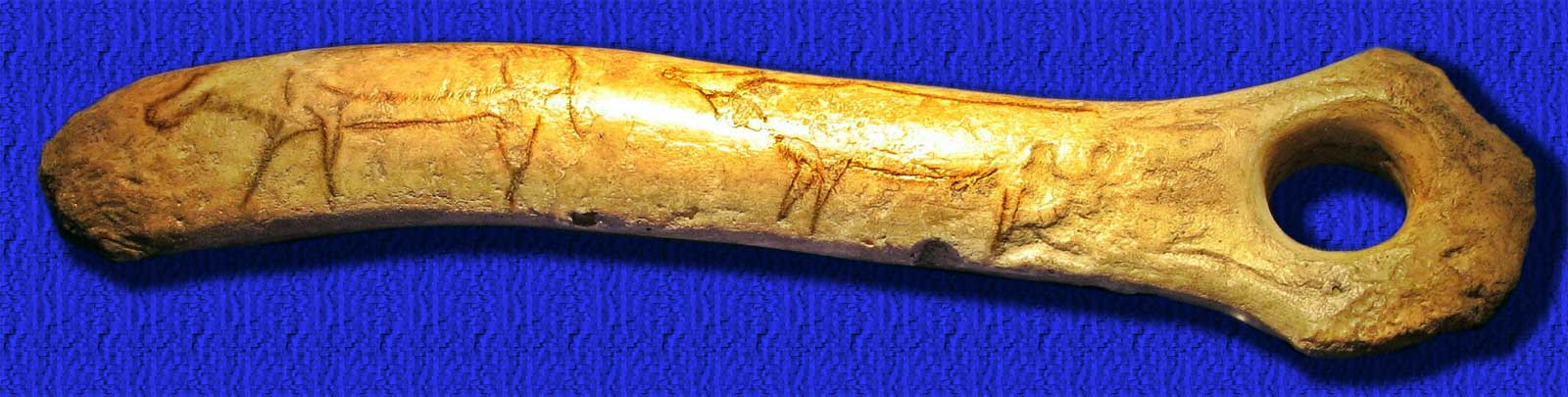
Hornyxa från Tyskland

Hornyxa är en yxa med skafthål, vanligen tillverkad av hjorthorn. Hornyxor förekommer såväl i Magdalénienkulturen under senpaleolitikum som i Maglemosekulturen under tidigmesolitikum och Erteböllekulturen i senmesolitikum. Hornyxorna är ofta rikligt dekorerade, från mesolitisk tid har man påträffat hornyxor med geometriska mönster till exempel i form av romber och snedställda tvärstreck, medan yxorna på bilderna här intill (från senpaleolitisk tid) istället är dekorerade med djurfigurer. Dock förekommer de geometriska mönstren även i Magdalénienkulturen, 1929 skriver Otto Rydbeck i samband med att en hornyxa påträffas i Höganäs:
| ”              | Linjer med snedställda tvärstreck förekomma exempelvis på redskap från Magdalénien-perioden, och begränsade tvärstrierade romber desslikes. Även under Azilienperioden användes de i ganska stor utsträckning. Strierade romber påträffas sålunda jämte sicksacklinjer på en hornyxa från Koldingfjord och på en harpun från Horsensfjord, tillhörande den förra Maglemose-perioden, den senare tiden mellan Maglemose- och kökkenmöddingsperioden. | „ |
| – Otto Rydbeck | |   |

## Not
1. ↑  Rydbeck, Otto. 1929. skafthålsyxa av hjorthorn funnen i Höganäs. Fornvännen. KVHHA. Stockholm